# Маранела (Терамо)
Маранела (итал. Maranella) је насеље у Италији у округу Терамо, региону Абруцо.
Према процени из 2011. у насељу је живело 35 становника. Насеље се налази на надморској висини од 541 м.